# 奈良学園幼稚園
奈良学園幼稚園(ならがくえんようちえん)は、奈良県奈良市に所在する私立幼稚園。

## 概要

### 幼小中高一貫制
奈良学園幼稚園では、奈良学園小学校・奈良学園登美ヶ丘中学校・高等学校とともに、幼小中高一貫教育を実施している。この幼小中高一貫制の教育区分は、3-4-4-4制である。最初の3年間は幼稚園、次の4年間は小学校第1学年から第4学年まで、その次の4年間は小学校第5学年から中学校第2学年まで、最後の4年間は中学校第3学年から高等学校第3学年までになっている。

### 校訓
校訓は、尚志・仁智・力行である。
- 「尚志」とは、志を尊ぶこと。
- 「仁智」とは、思いやりの心と知恵を持つこと。
- 「力行」とは、何事にも努力して行うこと。

### 教育目標
奈良学園幼稚園では、次の3つの教育目標を掲げている。
- 和の精神を大切にする。
- たくましく生きる力を育む。
- 科学的に物事を見る力を身につける。

## 沿革
- 2008年 - 奈良学園幼稚園開校[4]

## 交通
奈良学園幼稚園へのアクセスは多様である。
- 近鉄けいはんな線「学研奈良登美ヶ丘駅」から徒歩8分
- 近鉄奈良線学園前駅から奈良交通バスで9分(奈良交通バスで「北登美ヶ丘一丁目（停留所下車徒歩3分または「奈良学園登美ヶ丘」下車直ぐ）
- 近鉄京都線高の原駅から奈良交通バスで15分（奈良交通バスで「北登美ヶ丘一丁目」停留所下車徒歩3分）

## 系列校
奈良市中登美ヶ丘
- 奈良学園大学奈良文化女子短期大学部
- 奈良学園小学校
- 奈良学園登美ヶ丘中学校・高等学校

奈良県大和郡山市
- 奈良学園中学校・高等学校

奈良県大和高田市
- 奈良文化高等学校
- 奈良文化幼稚園

奈良県生駒郡三郷町
- 奈良学園大学